# محمد أحمد حسين
محمد أحمد محمد حسين مفتي القدس والديار الفلسطينية منذ يوليو 2006 عندما تم تعيينه من قبل رئيس السلطة الوطنية الفلسطينية محمود عباس خلفا لعكرمة صبري الذي أقيل من منصبه من قبل عباس لإشراك نفسه بشكل كبير في الشؤون السياسية. قبل أن يصبح مفتيا للقدس كان حسين مدير المسجد الأقصى، وكان يعتبر شخصية معتدلة سياسياً. بعد ثلاثة أشهر من تعيينه في منصب المفتي العام، ومع ذلك، في 8 مايو 2013، اعتقلته الشرطة الإسرائيلية، وذكر متحدثها أن سبب الاعتقال هو استجوابه حول صلته بعراك بين فلسطينيين وإسرائيليين خارج المسجد الأقصى، وأطلق سراحه بعد عدة ساعات.

## حياته
في 28 أكتوبر 2019، شكّل الرئيس محمود عباس اللجنة العليا للقدس، وعينه عضوًا فيها بصفته المفتي العام للقدس والديار المقدسة.

## جوائز
- وسام رئيس الجمهورية – رئاسة الجمهورية – مصر – 1990.[3]
- وسام رئيس الدولة – رئاسة الدولة – دولة فلسطين – 1997.
- جائزة الآداب والعلوم الإنسانية – الحكومة الفلسطينية – دولة فلسطين – 2000.
- وسام جلالة الملك – الديوان الملكي – المغرب – 2016.
- وسام جلالة الملك – الديوان الملكي – الأردن – 2016.
- جائزة جائزة ياسر عرفات للإنجاز – مؤسسة ياسر عرفات – دولة فلسطين – 2017.
- وسام العلوم والفنون – رئاسة الجمهورية – مصر – 2020.

## وصلات خارجية
- محمد أحمد حسين على موقع أرشيف الشارخ.
- أعضاء مجلس الإفتاء الأعلى